# 现代UI
现代UI，也称、，是微软一种界面设计語言，已被用于Windows Phone、Windows 8、Windows 10、Xbox 360等多款微软产品。採用微软WP为此设计的標準字体。在2012年Computex Taipei大会，微软确认此设计风格会用于Windows 8和Office 2013上。

## 历史
Metro是根據瑞士平面设计的设计原则，此设计的原则曾在Windows XP的Windows Media Center中体现，这有利于以文字为主的界面导航。2006年，Zune开始使用类似Metro的设计风格。微软的设计师计划重新设计现有用户界面、更清爽的排版和较少的重点以便于用户使用。Zune的电脑端配套程序也使用了不同于以往Portable Media Center用户界面的清爽排版和设计。
2012年末，以“Metro”為名的公司麦德龙（Metro AG）聲稱微軟的介面Metro UI "Metro"一字已經侵權將要提告；後雖沒有提告，但微軟為了不再與該公司名稱衝突，決定取消"Metro"名稱，改用"Windows 8 Style UI"或者"Modern UI"取代了Metro UI，實質上是一樣的。

### 开发
机场和地铁的指示牌给了微软设计团队灵感，其风格大量採用大字体，能吸引觀众之注意力。微软认为 Metro 设计主题应该是：“直覺、易懂、现代”。Modern的图标设计也会不同于Android和iOS。

## 使用於
- 末代Windows Live Messenger和Live Mesh。[3]
- Windows 8[5]
- Windows Phone
- Windows 8.1
- Windows 10
- Office 2013[6]
- Office 2016
- Office 2019
- 微软官方网站
- OneDrive
- Outlook.com。[8]

## 命名問題
2012年8月，微軟的零售合作夥伴德國麥德龍（Metro AG）對軟件巨擘微軟的「Metro」商標侵權行為採取法律行動。一封要求停止使用「Metro」字眼直至代替字眼或案件結案的備忘錄亦被發送到軟件開發者和微軟員工。
同月4日，電腦雜誌PC World報導，微軟將暫時稱其設計語言為「Windows 8 Style UI」，以填補「Metro」暫停使用期間的空白。美國雜誌Wired的Alexandra Chang則建議微軟應直接使用「Windows 8」一詞，而非另選其他字眼。
同月9日，微軟計劃在消費者市場使用「Windows 8」，而對計劃使用微軟新設計語言來開發軟件的開發人員則使用「Modern UI」。
自2012年9月，「微軟設計語言（Microsoft design language）」開始被用到微软开发者网络的文件內以及Build年度會議。
現時，微軟已經放棄了使用Metro風格（Metro-style）應用程序來形容根據微軟件設計語言來開發的Windows Runtime應用程序。同時，在正式使用Windows 8 apps這一名詞之前暫時使用Windows Store apps代替。2019年，随着微软宣布流畅设计体系，Metro UI被正式抛弃。